# كاريل هانكا
كاريل هانكا (بالتشيكية: Karel Hanika)‏ مواليد 14 أبريل 1996 في برنو، هو متسابق دراجات نارية تشيكي. نافس في الجائزة الكبرى للدراجات النارية في فئة موتو 3 وبدأ فيها سنة 2014.

## النتائج

### سباق الجائزة الكبرى للدراجات النارية

#### حسب الموسم
| الموسم | الفئة  | الدراجة  | السباق | الفوز | المنصة | الإنطلاق | أسرع لفة | النقاط | الترتيب |
| ------ | ------ | -------- | ------ | ----- | ------ | -------- | -------- | ------ | ------- |
| 2014   | موتو 3 | كي تي إم | 18     | 0     | 0      | 0        | 0        | 44     | 18      |
| 2015   | موتو 3 | كي تي إم | 18     | 0     | 0      | 0        | 0        | 43     | 18      |
| 2016   | موتو 3 | ماهيندرا | 5      | 0     | 0      | 0        | 0        | 0*     | ن.غ.م*  |
| إجمالي |        |          | 41     | 0     | 0      | 0        | 0        | 87     |         |

* موسم مستمر.

#### السباقات حسب السنة
| السنة | الفئة  | الدراجة  | 1      | 2             | 3               | 4            | 5          | 6          | 7             | 8           | 9            | 10         | 11      | 12            | 13              | 14         | 15         | 16          | 17           | 18          | مركز.  | النقاط |
| ----- | ------ | -------- | ------ | ------------- | --------------- | ------------ | ---------- | ---------- | ------------- | ----------- | ------------ | ---------- | ------- | ------------- | --------------- | ---------- | ---------- | ----------- | ------------ | ----------- | ------ | ------ |
| 2014  | موتو 3 | كي تي إم | قطر 14 | الأمريكتان 10 | الأرجنتين ل.ين  | إسبانيا 19   | فرنسا ل.ين | إيطاليا 10 | كتالونيا 14   | هولندا ل.ين | ألمانيا ل.ين | إنديانا 13 | تشيك 15 | بريطانيا 12   | سان مارينو ل.ين | أرغون 23   | اليابان 12 | أستراليا 13 | ماليزيا 9    | بلنسية 10   | 18     | 44     |
| 2015  | موتو 3 | كي تي إم | قطر 13 | الأمريكتان 10 | الأرجنتين 7     | إسبانيا 22   | فرنسا 20   | إيطاليا 28 | كتالونيا ل.ين | هولندا 8    | ألمانيا 13   | إنديانا 12 | تشيك 26 | بريطانيا ل.ين | سان مارينو 21   | أرغون ل.ين | اليابان 8  | أستراليا 14 | ماليزيا ل.ين | بلنسية ل.ين | 18     | 43     |
| 2016  | موتو 3 | ماهيندرا | قطر 30 | الأرجنتين 24  | الأمريكتان ل.ين | إسبانيا ل.ين | فرنسا ل.ين | إيطاليا    | كتالونيا      | هولندا      | ألمانيا      | النمسا     | تشيك    | بريطانيا      | سان مارينو      | أرغون      | اليابان    | أستراليا    | ماليزيا      | بلنسية      | ن.غ.م* | 0*     |

* موسم مستمر.

## روابط خارجية
- كاريل هانكا على موقع MotoGP.com (الإنجليزية)
- كاريل هانكا على موقع WorldSBK.com (الإنجليزية)
- كاريل هانكا على موقع AS.com (الإسبانية)